# Marek Rakowski (duchowny)
Marek Rakowski (ur. 1962 w Krakowie) – polski duchowny adwentystyczny, sekretarz Kościoła Adwentystów Dnia Siódmego w RP.

## Życiorys
W 1984 przyjął chrzest święty w Kościele Adwentystów Dnia Siódmego i wstąpił do Seminarium Duchownego Kościoła Adwentystów Dnia Siódmego w Podkowie Leśnej. W 1986 rozpoczął służbę w diecezji południowej, zaś w 1989 powierzono mu pracę misyjną i duszpasterską w jego rodzinnym Krakowie gdzie był współzałożycielem nowego zboru w Krakowie-Nowej Hucie, powołanego do życia w 1992. W 1993 otrzymał godność kaznodziei ordynowanego. W latach 1994–1997 był duchownym okręgowym w okręgu małopolskim. Był wielokrotnie wybierany na sekretarza diecezji południowej. W 2008 podczas XX Zjazdu Kościoła i ponownie w 2013 podczas XXI Zjazdu Kościoła wybierany był na urząd sekretarza Kościoła Adwentystów Dnia Siódmego w RP. 1 czerwca 2018 podczas XXII Zjazdu Kościoła został ponownie wybrany na urząd sekretarza Kościoła na kolejną kadencję 2018–2023.
Podczas XXVIII Zjazdu Diecezji Wschodniej w 2023 roku został wybrany przewodniczącym tej diecezji wschodniej Kościoła.